# Bill Ratliff
William Roark "Bill" Ratliff, född 16 augusti 1936, är en amerikansk republikansk politiker. Han var den 40:e viceguvernören i Texas 2000–2003.
Ratliff gick i skola i Sonora och genomgick sin utbildning till civilingenjör vid University of Texas at Austin. År 1988 blev han för första gången invald i Texas senat.
Guvernör George W. Bush vann presidentvalet i USA 2000 och Rick Perry tillträdde guvernörsämbetet i december 2000. I tidigare fall i Texas historia hade viceguvernörsämbetet förblivit vakant då viceguvernören blev guvernör mitt i en mandatperiod. Texas konstitution ändrades år 1984 så att ledamöterna av Texas senat väljer en ny viceguvernör bland delstatssenatorerna. I viceguvernörsvalet år 2000 i Texas senat vann Ratliff mot partikamraten David Sibley med rösterna 16 mot 15. De flesta av Ratliffs röster kom från demokratiska ledamöter. Ratliff efterträddes den 21 januari 2003 som viceguvernör av David Dewhurst. Efter Dewhursts ämbetstillträde var Ratliff ännu ledamot av Texas senat men bestämde sig i november 2003 för att inte ställa upp till omval i valet 2004.